# Platon Kulbuș
Platon Petrovici Kulbuș (în rusă Платон Кульбуш; n. 25 iulie 1869, Pootsi, Pärnu City⁠(d), Regiunea Pärnu, Estonia – d. 14 ianuarie 1919, Tartu, Regiunea Tartu, Estonia) a fost episcop de Tallinn (în rusă Revel) în Imperiul Rus în timpul Primului Război Mondial. Este primul mare sfânt ortodox de etnie estonă. În 1919 a fost ucis de trupele bolșevice la Tartu, în timpul Războiului de Independență eston. Este cel mai important dintre cei trei Sfinți Martiri de la Tartu. A fost canonizat de Biserica Ortodoxă Rusă în anul 2000 și este sărbătorit la data de 1 ianuarie. Moaștele sale se află la Catedrala Schimbării la Față din Tallinn.